# ふるさといきものの里・オオムラサキ館
ふるさといきものの里・オオムラサキ館（ふるさといきもののさと・オオムラサキかん）は、北海道夕張郡栗山町桜丘に所在する町営の環境教育施設で、2018年（平成30年）にオープンした。自然と人間の共生をテーマにした学習や交流活動の拠点施設であり、日本国内や中国に生息するオオムラサキの標本が展示されている。地域によって違う特徴を観察できるほか、30種以上の水生生物や昆虫の飼育展示も行っている。

## 沿革
1990年（平成2年）、全国2か所目となる環境庁・自然環境保全活動拠点整備事業に着手し、前身となる「人と自然の共生交流施設『ふれあいプラザ』」を、約1億円で建設し12月8日にオープンした。
1991年（平成3年）、御大師山の北面一角約6.4haの土地購入し、雑木林を復元する「ファーブルの森づくり」や、蝶の生態観察や国蝶オオムラサキを人工飼育する「ファーブルの森観察飼育舎」を1992年（平成4年）に整備した。
同飼育舎は、1985年（昭和60年）にオオムラサキの生息地の国内北東限地として御大師山で発見されたのがきっかけで設置され、昆虫専門職員も採用。2007年（平成19年）6月25日には、天皇・皇后が、第58回全国植樹祭の来道のおりに同飼育舎を視察した。
同飼育舎は2003年（平成15年）度の来場者数は約16,000人をピークに、2016年（平成28年）度は、過去最低の約3,300人まで減少。栗山町は施設老朽化に加え、アクセスが悪いとの声に応えて同プラザ敷地内へ移転を決めた。
2018年（平成30年）7月14日、オオムラサキを観察できる飼育舎を備えた「ふるさといきものの里・オオムラサキ館」として、両施設を統合。国道234号沿いにある栗山公園内に設置した。
設置目的は「国蝶オオムラサキをはじめとする昆虫及び植物等とふれあい、人と自然が共生できる自然学習活動や町民の交流機会を推進するとともに、本町の豊かな自然環境など地域の魅力を発信すること」としており、2018年（平成30年）7月1日に「栗山町ふるさといきものの里オオムラサキ館条例」を制定。事業費は6,500万円で、うち2,300万円を、国の地方創生拠点整備交付金に充てている。

## 特徴

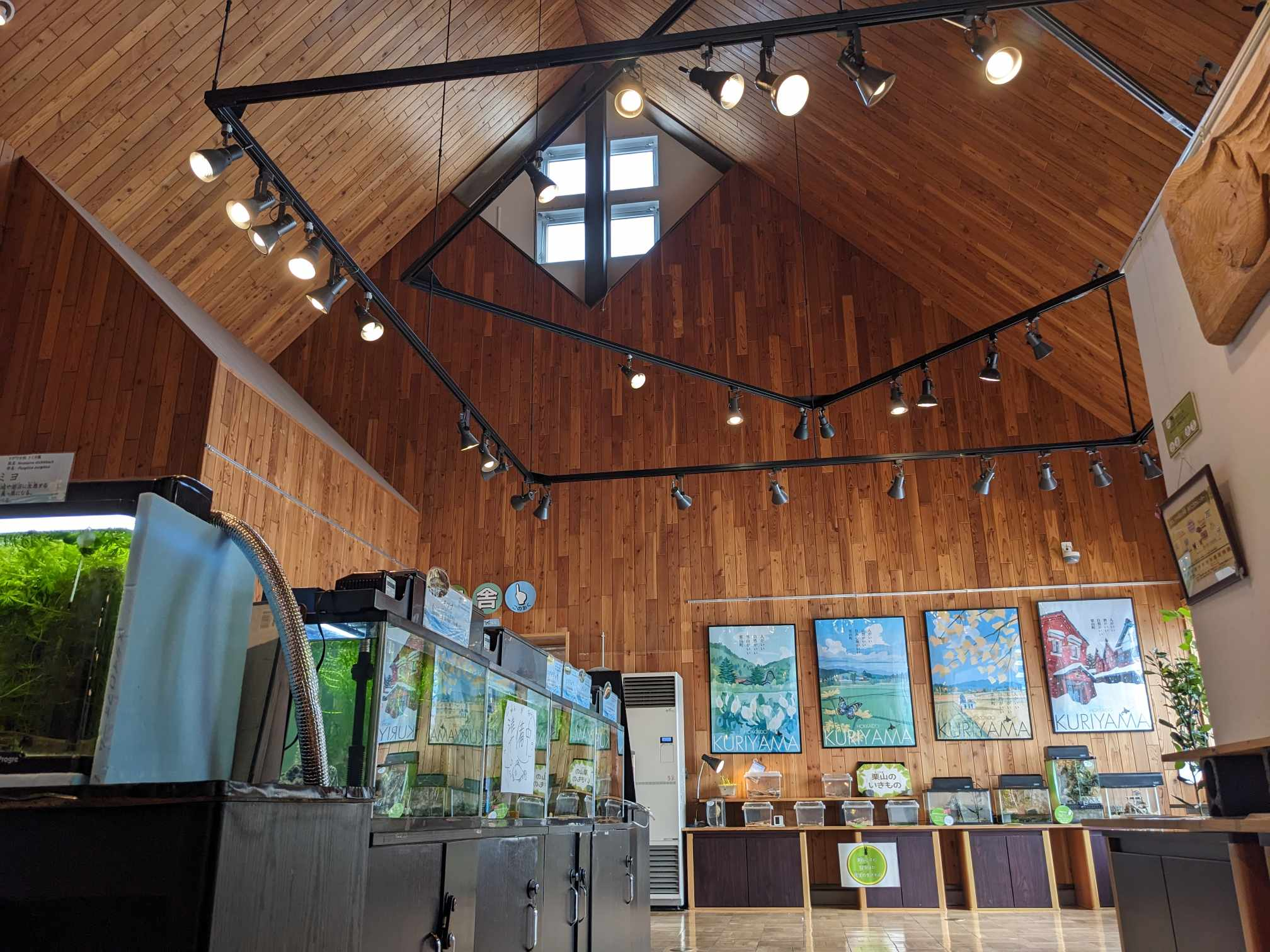
館内

館内には、日本国内や中国に生息するオオムラサキの標本が展示されており、地域によって違う特徴を観察できるほか、栗山町に生息する生き物の展示コーナーがあり、エゾサンショウウオやアマガエルなど30種類以上の水生生物や、ミヤマクワガタなどの昆虫、淡水魚などを30種以上の生き物が飼育展示されている。2022年（令和4年）度の来館者は約29,000人。
館外には餌台が設置されており、野鳥の観察も可能でヤマゲラ、シジュウカラなどが見られる。

春から秋の期間には、蝶の生態が観察できる網を張った屋外展示スペースで、オオムラサキやカラスアゲハ、キアゲハが飛んでいる様子を間近で観察できる。冬期にはサケの卵を孵化させて1万個の稚魚を展示し、例年4月上旬に夕張川に放流している。

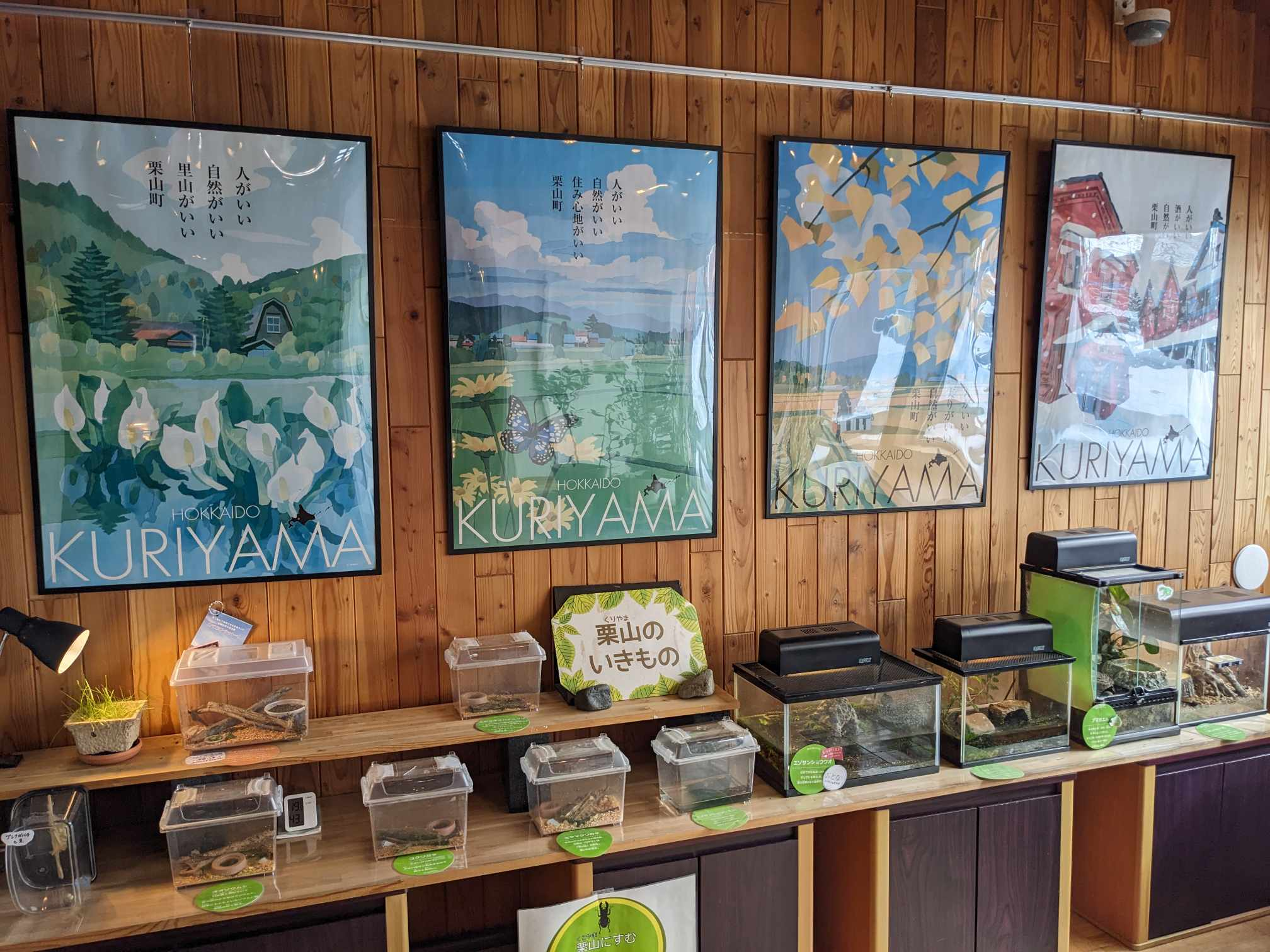
栗山のいきもの
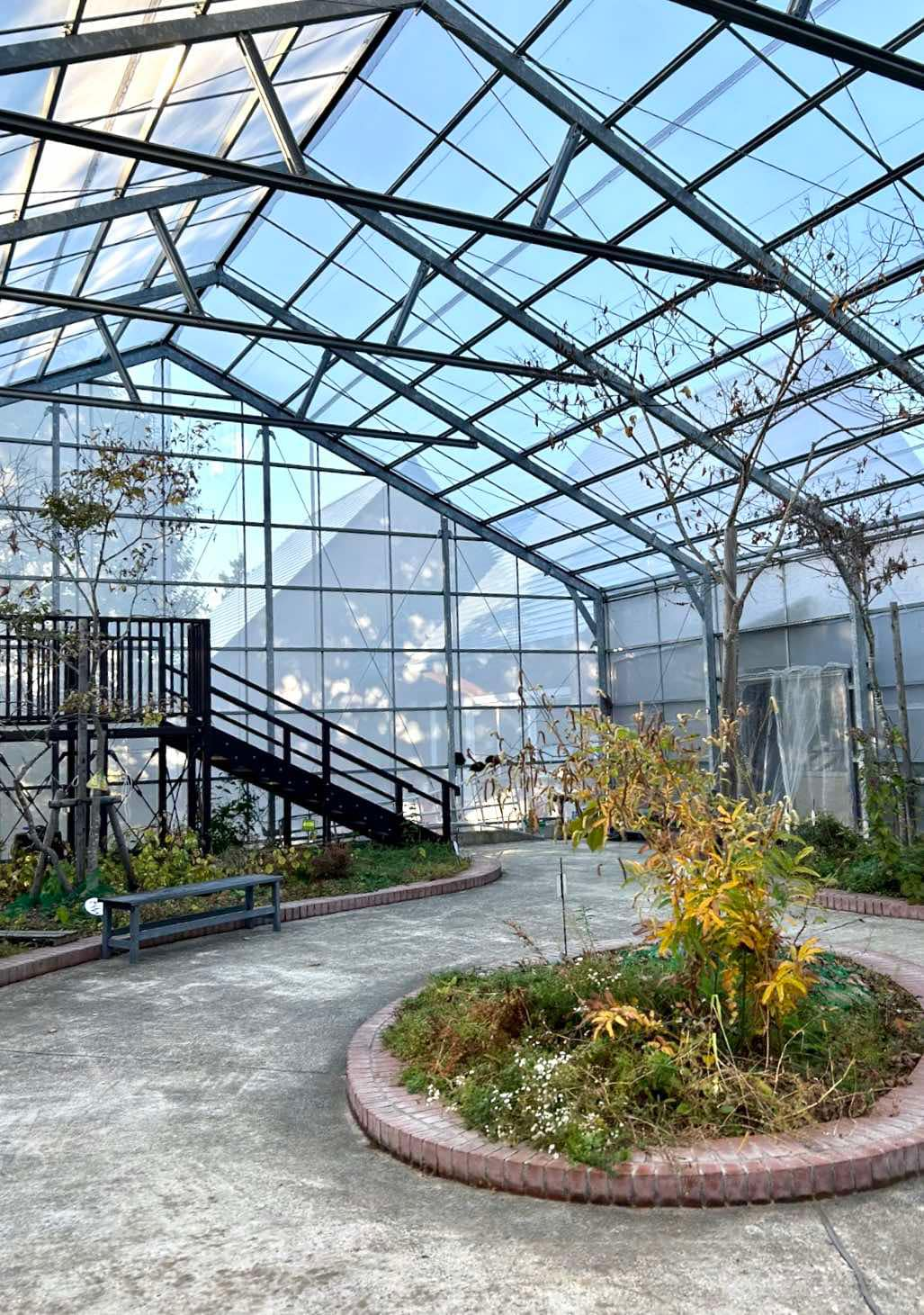
飼育舎（網舎）
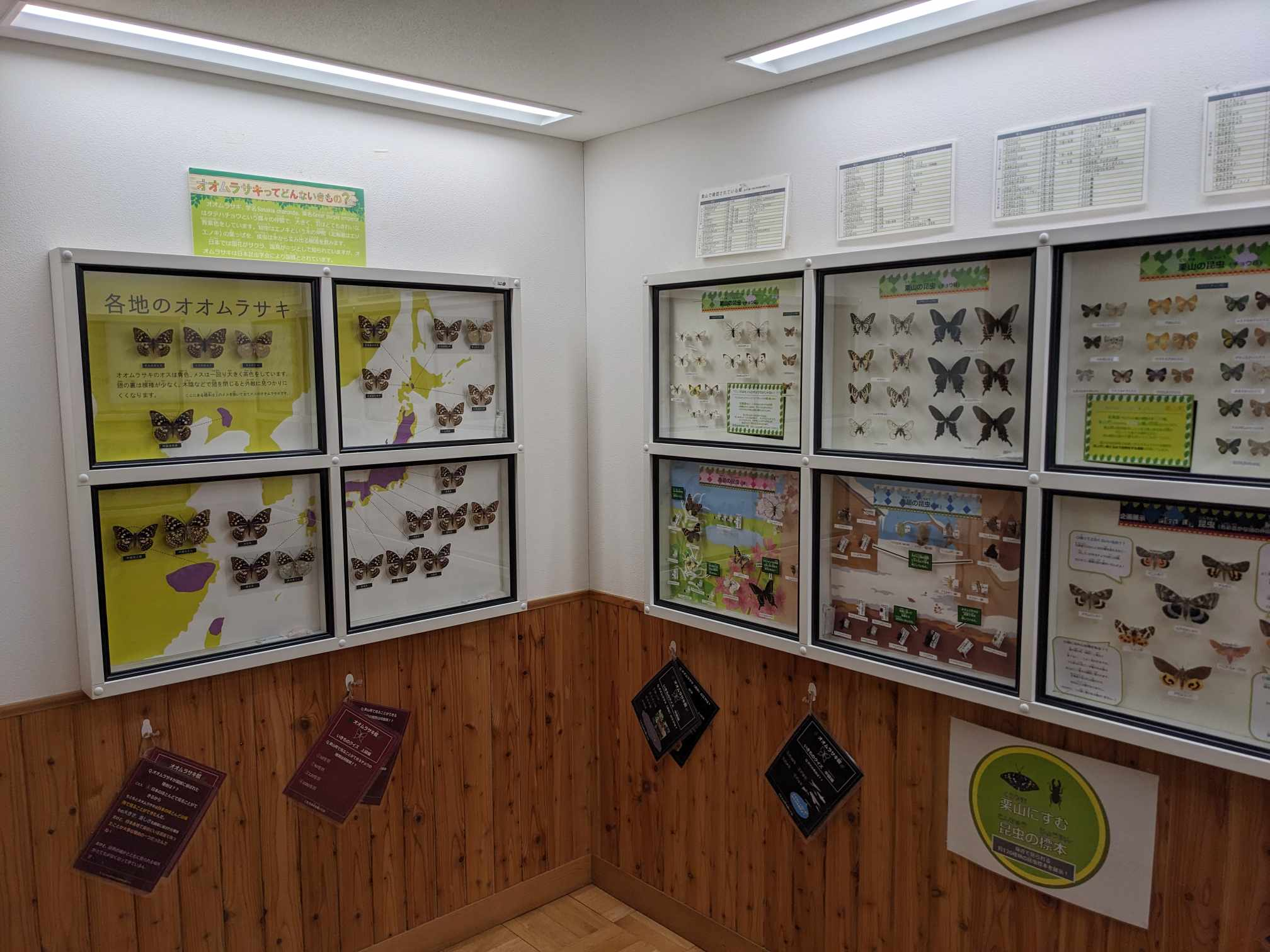
オオムラサキの標本
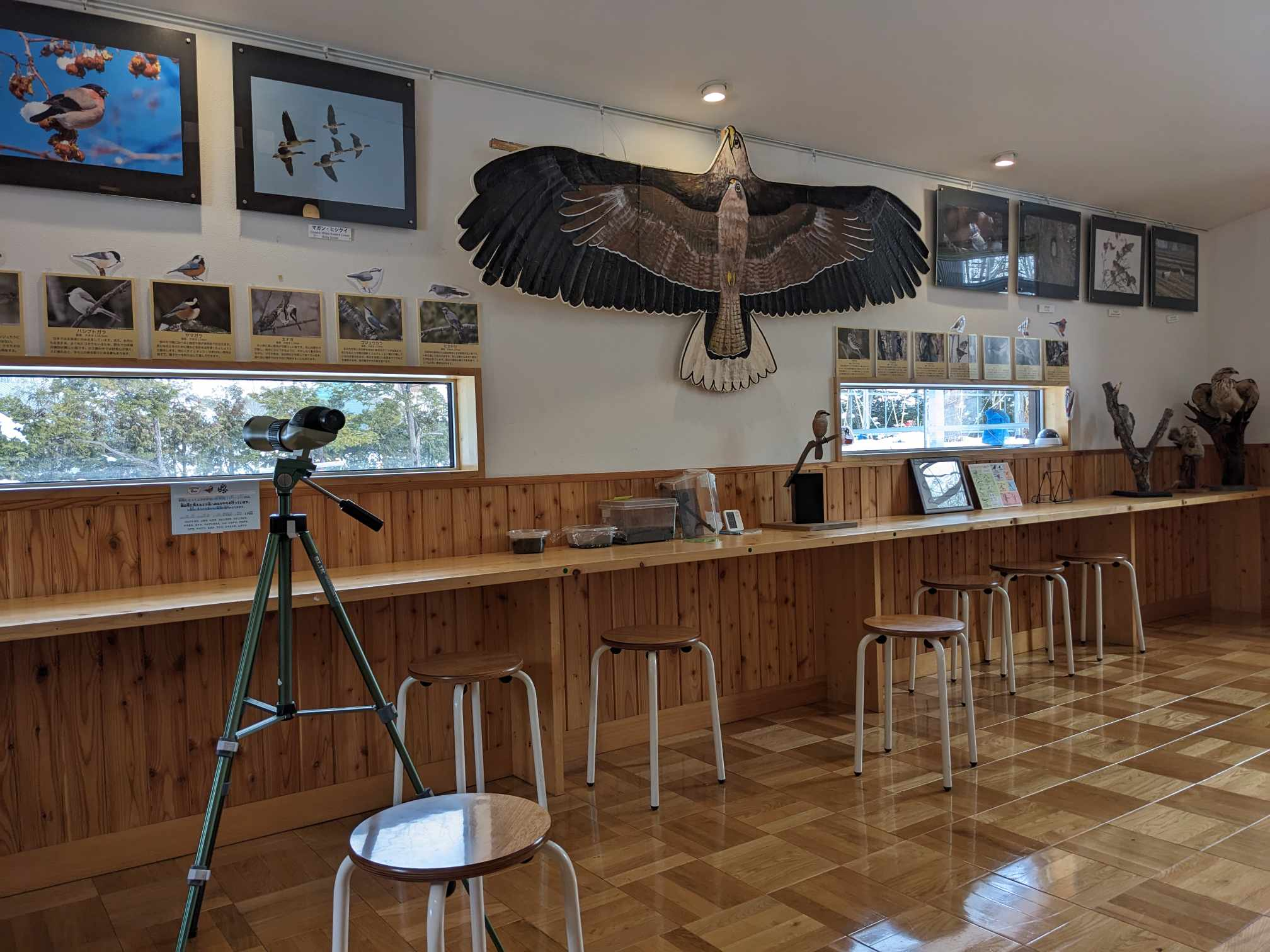
野鳥観察室
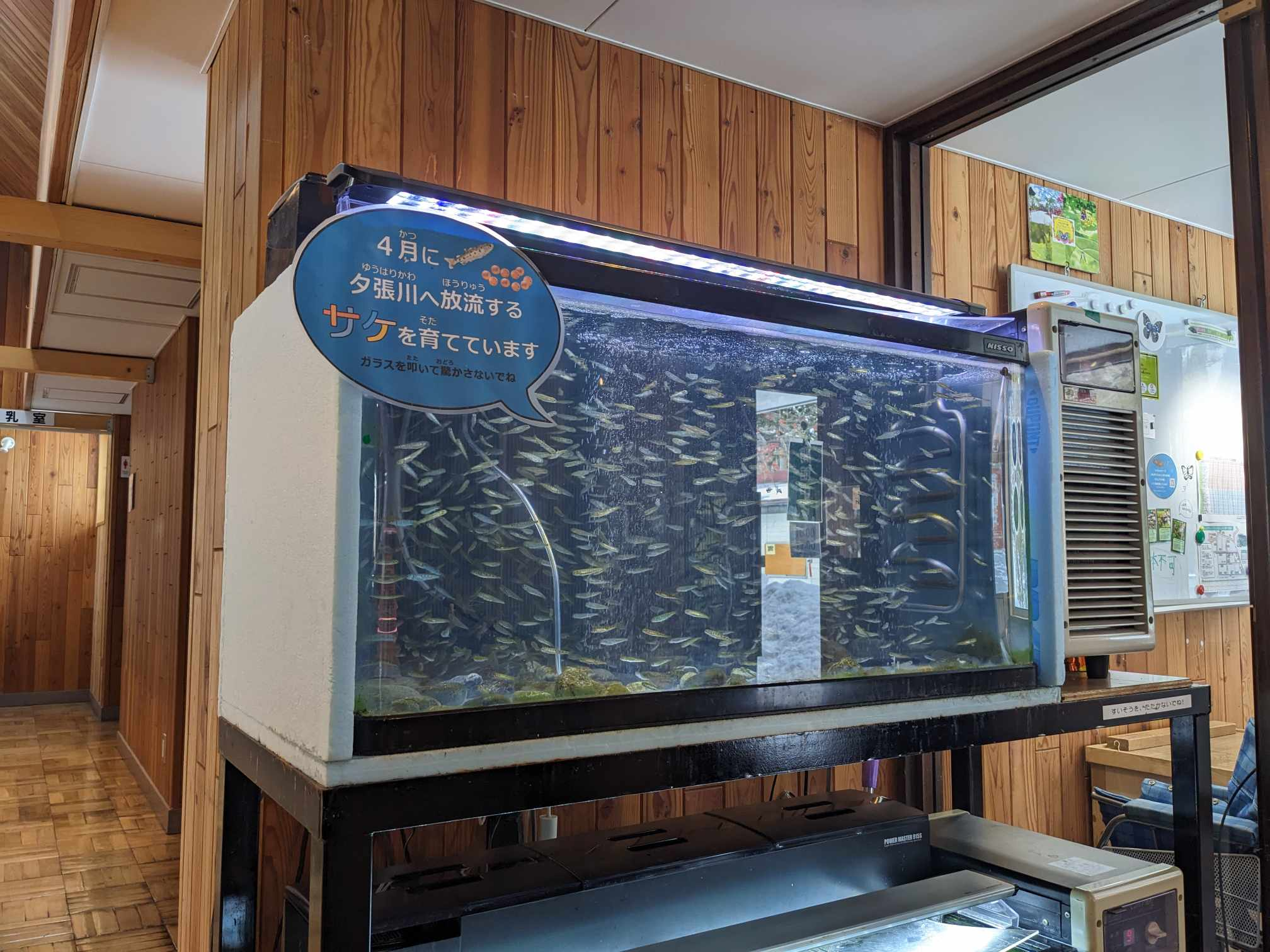
サケ水槽
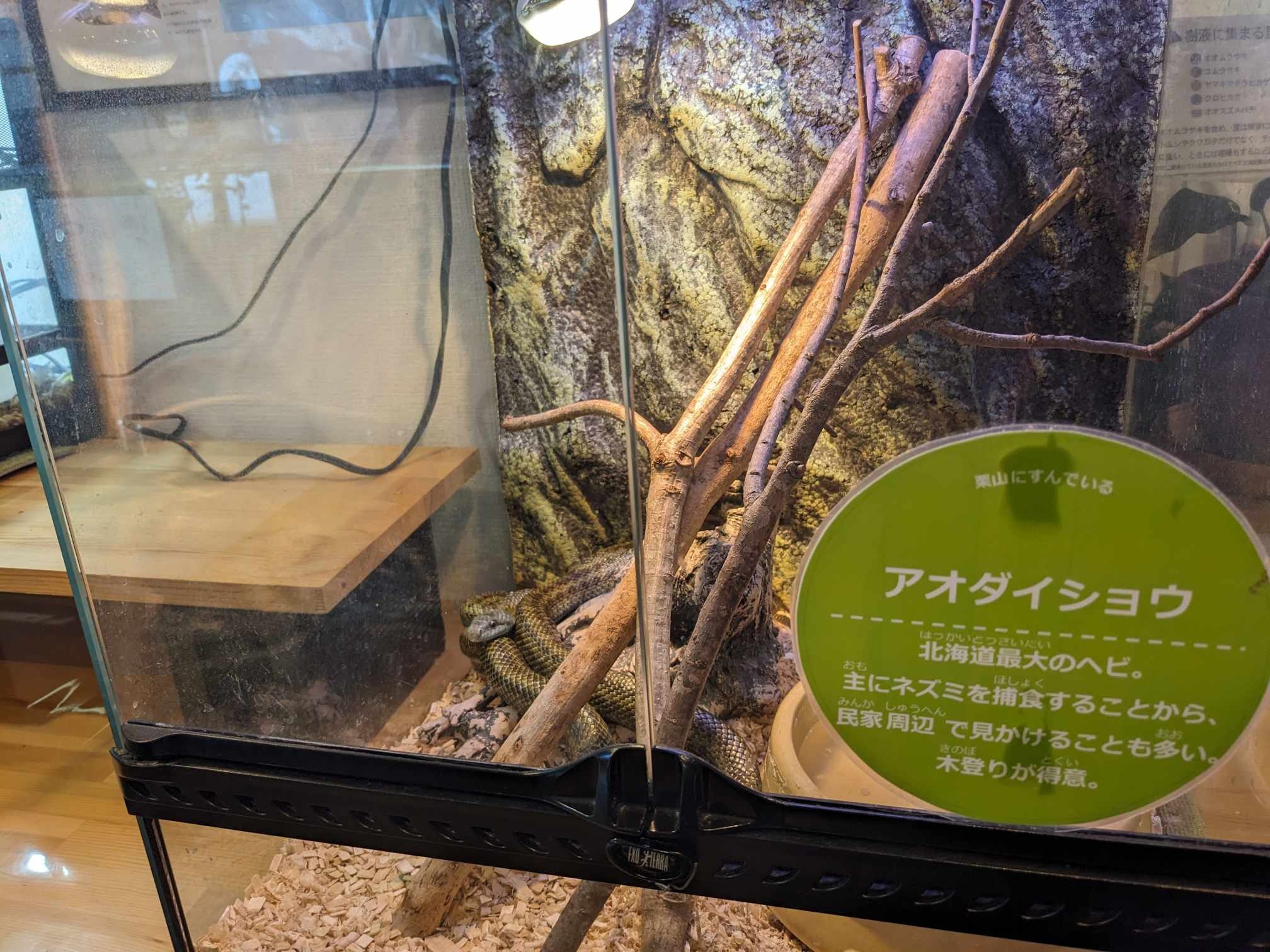
アオダイショウ
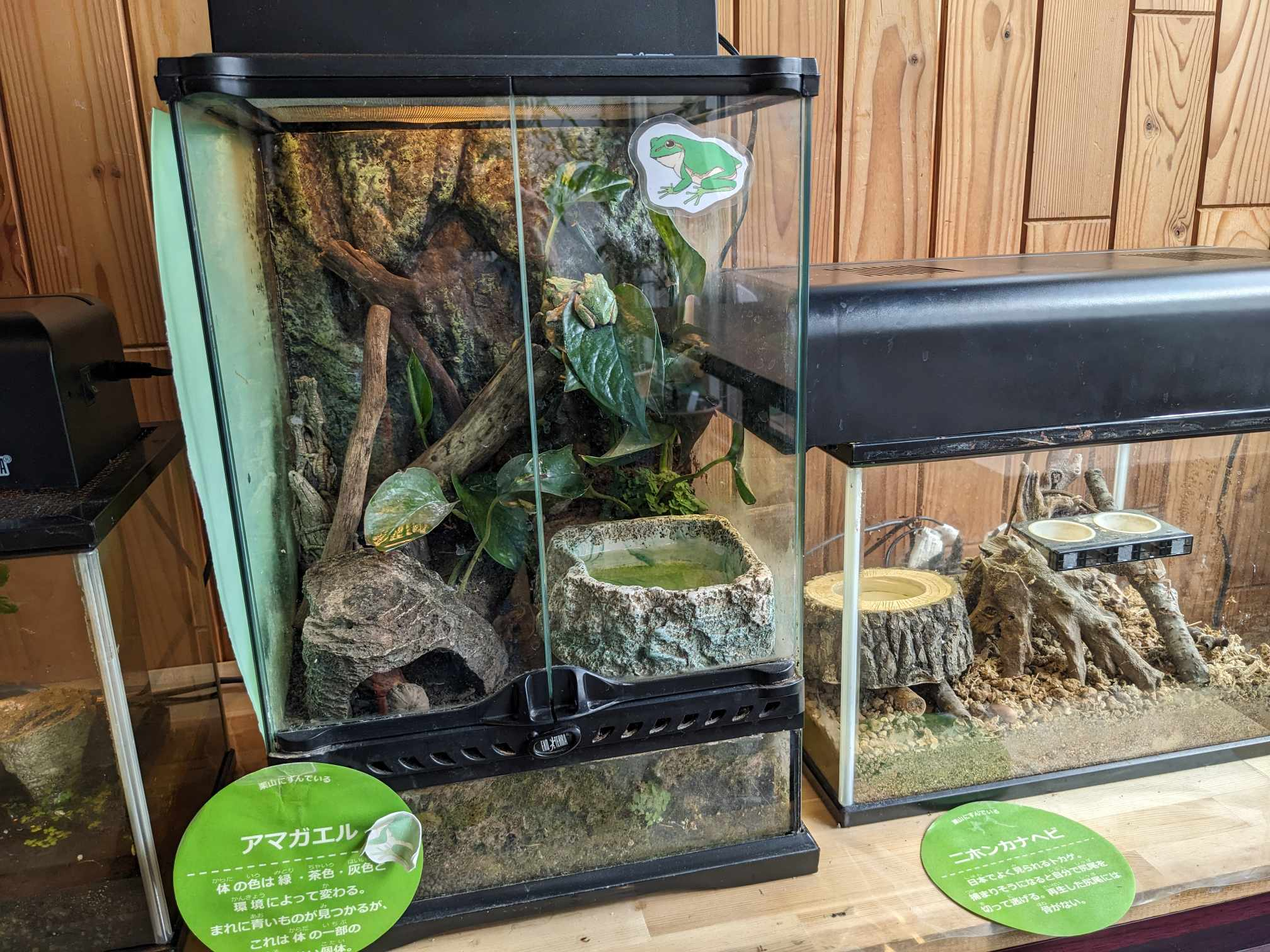
二ホンカナヘビとアマガエル

## 利用案内
- 利用時間 - 一般開放：10：00～17：00　団体等開放：17：00～22：00[3]
- 利用期間 - 通年（火曜日、祝日の翌日、年末年始は休館日）[3]
- 入館料 - 無料　※展示ホールの占用使用は有料[3]
- 駐車場等 - 有（栗山公園駐車場）、トイレ有[3]
- 飼育舎　約220㎡、高さ6ｍ[1][7]
- 建物　既存236.78㎡、増設57.85㎡、合計294.63㎡[1]

## アクセス
- 所在地：北海道夕張郡栗山町桜丘2丁目38番地5[3]
- 交通：JR栗山駅より車で約5分（徒歩で約15分）[3]、新千歳空港より車で45分[12]、岩見沢ICより車で20分[12]